# Eric Hatch
Eric Hatch (* 31. Oktober 1901 in New York City, New York; † 4. Juli 1973 in Torrington, Connecticut) war ein US-amerikanischer Autor von Drehbüchern, Kurzgeschichten und Romanen, der ein Mal für den Oscar für das beste adaptierte Drehbuch nominiert war.

## Leben
Hatch, Sohn eines an der Wall Street tätigen Brokers, arbeitete zunächst als Autor für die Zeitschrift The New Yorker. Zu Beginn der 1930er Jahre begann er dann mit dem Schreiben von Romanen, Kurzgeschichten sowie Drehbüchern und verfasste 1928 mit A couple of quick ones seinen ersten Roman. Seine erste Arbeit als Drehbuchautor lieferte er 1931 für die Kriminalkomödie Buster hat nichts zu lachen von Zion Myers und Jules White mit Buster Keaton, Anita Page und Cliff Edwards in den Hauptrollen.
Bei der Oscarverleihung 1937 war Hatch gemeinsam mit Morrie Ryskind für den Oscar für das beste adaptierte Drehbuch nominiert, und zwar für die Screwball-Komödie Mein Mann Godfrey (1936), die Gregory La Cava mit William Powell, Carole Lombard und Eugene Pallette inszenierte.
1941 erschien sein Roman Unexpected Uncle, der ebenfalls 1941 nach der Drehbuchadaption durch Delmer Daves von Filmregisseur Peter Godfrey mit Anne Shirley, James Craig und Charles Coburn verfilmt wurde. Sein 1934 erschienener Roman Road Show wurde ebenfalls 1941 verfilmt, und zwar von Hal Roach mit Adolphe Menjou, Carole Landis und John Hubbard in den Hauptrollen.
In den 1950er Jahren verfasste er Vorlagen für Fernsehserien und erwarb zu dieser Zeit auch den Radiosender WBIS in Bristol (Connecticut). Hatch, der ein großes Interesse an der Geschichte der Vereinigten Staaten hatte, wurde 1967 zum Vorsitzenden der Zweihundertjahres-Kommission für die Amerikanische Revolution gewählt.
Sein älterer Bruder Alden R. Hatch war ebenfalls Schriftsteller und verfasste zahlreiche Biografien.

## Veröffentlichungen
- A couple of quick ones, 1928
- Romance prescribed, 1930
- Five days by Eric Hatch, 1933
- Road show, 1934
- My man Godfrey, 1935
- Good old Jack by Eric Hatch, 1937
- Unexpected uncle, 1941
- Words and music, 1943
- The unexpected warrior, 1947
- The beautiful bequest , 1950
- A guide to historic sites in Connecticut, 1963
- The judge and the junior exhibitor, 1964
- The little book of bells, 1964
- The year of the horse, 1965
- The colonel's ladies, 1968
- Two and two is six, 1969
- What goes on in horses' heads, 1970

## Filmografie (Auswahl)
- 1931: Buster hat nichts zu lachen (Sidewalks of New York)
- 1936: Mein Mann Godfrey (My Man Godfrey)
- 1937: Topper – Das blonde Gespenst (Topper)
- 1957: Mein Mann Gottfried (My Man Godfrey)
- 1968: Der Hengst im grauen Flanellanzug (The Horse in the Grey Flannel Suit)